# Adolf Röder
Adolf Röder (* 5. November 1904 in Barmen; † Mai 1983 in Wuppertal-Elberfeld) war ein deutscher Maler, Grafiker und Galerist.

## Leben
Adolf Röder war Schüler seines Vaters Georg Röder. Sein Bruder war der Maler Paul Röder. Adolf Röder studierte an den Kunstgewerbeschulen Barmen und Elberfeld bei Jacob Bayer, Ludwig Fahrenkrog, Otto Schulze sen. und Hans Schreiber. 1930 gründete er sein eigenes Atelier.
1941 reiste Adolf Röder zu Studienaufenthalten zum Chiemsee, wo er Kontakte zu dem Maler Willibald Demmel und der Künstlervereinigung „Frauenwörther“ hatte. Den Zweiten Weltkrieg erlebte er als Sanitätsunteroffizier und wurde mit dem Verdienstkreuz II. Klasse ausgezeichnet. Der Maler war 1946 Mitbegründer und von 1947 bis 1983 Erster Vorsitzender des Rings bergischer Künstler. 1948 gründete er eine Malschule.
Sein Haus Sedanstraße 68 in Wuppertal-Barmen hatte sich – unterbrochen durch die Kriegsjahre – immer mehr zu einem beliebten Künstlertreff entwickelt. Seine Ehefrau Eva Röder (Heirat 1949) kochte, für die Getränke war Adolf Röder zuständig. Nach den Zerstörungen des Zweiten Weltkrieges baute das Paar das Haus auf dem Sedansberg wieder auf. Mit der Erteilung einer Konzession Anfang 1950 wurde die Galerie Palette – Röderhaus schließlich zum „offiziellen Lokal“, das für einige Jahre einen „Fixpunkt der überregionalen Kunstszene“ bildete.
Von 1949 bis 1970 war er Mitglied des Museums- und Bibliotheksausschusses der Stadt Wuppertal; von 1954 bis 1971 saß er im Beirat des Kunst- und Museumsvereins Wuppertal.
Zu Ehren seines Vaters Georg Röder stiftete er die Georg-Röder-Medaille für verdiente Künstler. Adolf Röder war der Vater des Malers und Kochs Helmut Röder.

## Werke (Auswahl)
Schwerpunkt der Motive in Röders Bildern war die Landschaft, aber auch Blumenstücke, Stillleben und Figurenbilder sind zu finden. Seine Maltechniken waren Gouache, Tempera und Öl; der Grafiker Röder bevorzugte Lithografie und Linolschnitt.
- Ansicht der Winkelsmühle im Neandertal, 1934
- Waldinneres mit gefällten Bäumen, 1936
- Blick auf den Watzmann, 1936
- Heiligenblut, 1939
- Chiemsee-Landschaft, 1944
- Badisches Dorf, 1946
- Fischreuse und See, 1977
- Weiblicher Akt (Monotypie), 1980
- Stadttor von Rothenburg ob der Tauber

Arbeiten von Adolf Röder befinden sich im Besitz des Osthaus Museums Hagen, der Graphothek der Stadtbibliothek Remscheid, des Kunstmuseums Solingen und des Wuppertaler Von der Heydt-Museums, sowie in der Firmensammlung der Rheinkalk, vormals Rheinische Kalksteinwerke. Zahlreiche Arbeiten befinden sich in Privatbesitz.

## Ehrungen

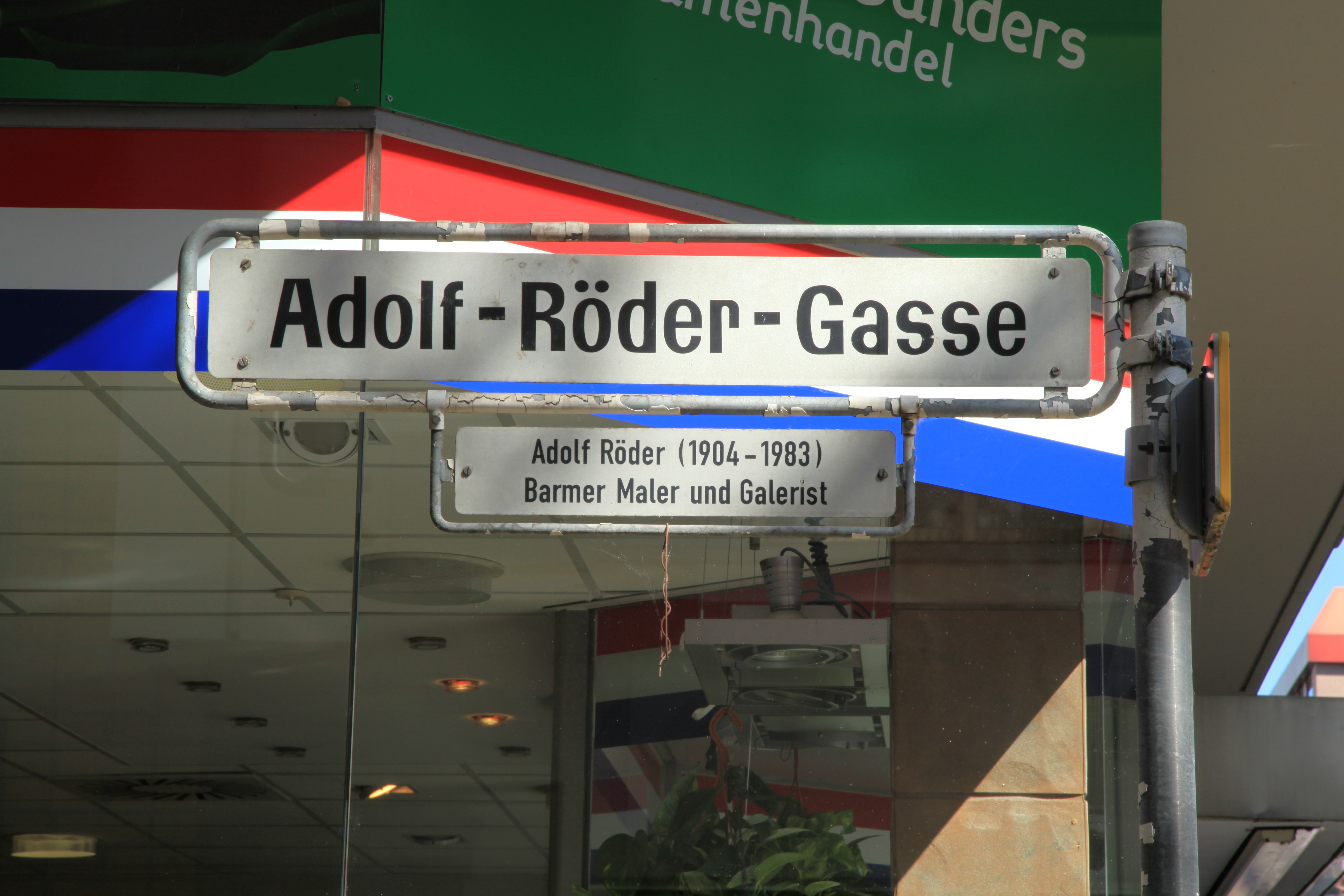
Die Adolf-Röder-Gasse in Wuppertal-Barmen, 2012

- Verdienstkreuz II. Klasse im Zweiten Weltkrieg
- Dr.-Ludwig-Lindner-Preis, 1957
- Amicus Poloniae-Medaille, 1967
- Goldene Medaille der Provinz Anconi (Italien), 1967
- Ehrenmitglied im Kunstkreis Hofgeismar, 1970
- Ehrenmitglied des Kunstvereins Hattingen, 1974
- Bundesverdienstkreuz, 1971
- Bundesverdienstkreuz am Bande, 1979
- Die Adolf-Röder-Gasse in Wuppertal-Barmen wurde nach dem Künstler benannt.